# Amsterdams Tuchthuis
Het Amsterdams Tuchthuis werd in 1596 ingericht in een gedeelte van het na de Alteratie door de stad in gebruik genomen voormalige Clarissenklooster aan de Heiligeweg in Amsterdam (op de plaats waar zich nu de Kalvertoren bevindt).
Omdat het stadsbestuur vond dat niet iedereen die een (klein) misdrijf had begaan de destijds strenge (lijf)straffen, zoals geseling,  brandmerken, het afhakken van handen, of verbanning uit de stad, hoefde te ondergaan, bedacht men een alternatief tot het opvoeden van gestraften tot 'betere burgers' in de maatschappij, die dan ook nog een nuttige bijdrage konden leveren.
Dit resulteerde in werkstraffen, zoals (voor mannen) het raspen van Braziliaans hardhout in het Rasphuis aan de Heiligeweg, of (voor vrouwen) spinnen in het Spinhuis in het voormalige Ursulaklooster aan de Oudezijds Achterburgwal.
Deze werkzaamheden brachten ook geld op, evenals de mogelijkheid voor het publiek om tegen betaling een kijkje te komen nemen. Dit beleid leverde bewondering op van buitenlandse bezoekers die een dergelijk 'humaan' beleid niet kenden.
De instelling van het Tuchthuis was het begin van een hele reeks instellingen in Amsterdam – ook niet-strafrechtelijke – voorzieningen voor mensen die niet in eigen onderhoud konden of wilden voorzien. Ook de kerken namen hiertoe initiatieven. Amsterdam werd hierdoor in de 17e eeuw, vergeleken bij andere steden, een relatief veilige stad met minder bedelaars, dieven en inbrekers.
Het Amsterdams Tuchthuis is venster 9 in de Canon van Amsterdam.